# 高橋修 (日本文学者)
高橋 修（たかはし おさむ、1954年 - ）は、日本の日本近代文学研究者。
宮城県生まれ。上智大学大学院博士後期課程修了。共立女子短期大学文科助教授、教授。2015年「明治の翻訳ディスクール 坪内逍遥 森田思軒 若松賤子」で上智大学文学博士。2016年同著でやまなし文学賞受賞。

## 著書
- 『主題としての〈終り〉 文学の構想力』新曜社 2012
- 『明治の翻訳ディスクール 坪内逍遙・森田思軒・若松賤子』ひつじ書房 2015

### 共編著
- 『メディア・表象・イデオロギー 明治三十年代の文化研究』小森陽一,紅野謙介共編 小沢書店 1997
- 『ディスクールの帝国 明治三〇年代の文化研究』金子明雄,吉田司雄共編 新曜社 2000
- 『ポストコロニアルの地平』島村輝,飯田祐子,中山昭彦,吉田司雄共編 世織書房 文学年報 2005
- 『少女少年のポリティクス』飯田祐子,島村輝,中山昭彦共編著 青弓社 2009
- 『コレクション・モダン都市文化 第59巻 アナーキズム』編 ゆまに書房 2010